# Pedofilija
Pedofilija (lat. paedophilia) je psihiatrična motnja, pri kateri odrasel ali starejši mladostnik goji spolno nagnjenje do otrok, s katerimi izvaja tudi spolne aktivnosti. Otroci, ki so primarno zanimanje pedofilov, so v predpubertetnem obdobju. Četudi dekleta puberteto navadno pričnejo z 10 ali 11 leti in dečki v puberteto vstopijo pri starosti 11 oziroma 12 let, meja za predpubertetno obdobje sega vse do 13. leta. Posameznik mora biti star vsaj 16 let in vsaj pet let starejši od predpubertetnega otroka, da se privlačnost diagnosticira kot pedofilijo.
Peta izdaja Diagnostičnega in statističnega priročnika duševnih motenj (DSM-5) pedofilijo imenuje pedofilična motnja. V priročniku je stanje definirano kot parafilija, ki vključuje intenzivne in ponavljajoče se spolne težnje, usmerjene proti otrokom, in fantazije s seksualno vsebino, ki zadevajo otroke. Za diagnozo pedofilije kot pedofilične motnje je potrebno tudi, da oseba ugodi fantazijam ali nagonom oziroma ji te povzročajo tesnobnost in stisko.
V družbi se beseda pedofilija navadno nanaša na vsakršen seksualni interes do otrok oziroma dejanje spolne zlorabe otrok. Tovrstna uporaba ne ločuje med spolno privlačnostjo do predpubertetnih otrok in spolno zlorabo otrok, hkrati ni razvidno, ali so subjekt privlačnosti predpubertetni, pubertetni ali popubertetni nepolnoletni otroci. Strokovnjaki svetujejo, da se beseda pedofilija naj ne uporablja v tako posplošenem pomenu. Drži, da je delež ljudi, ki zagrešijo otroške spolne zlorabe, tudi pedofilov, pa vendar nekateri povzročitelji otroške spolne zlorabe niso pedofili, razen če je njihov glavni ali izključni spolni interes usmerjen k predpubertetnim otrokom. Obenem vsi pedofili niso nasilni do otrok.
Pedofilijo so prvič formalno prepoznali in poimenovali v poznem 19. stoletju. Od leta 1980 je o tematiki na voljo veliko študij. Pedofilija je najbolje preučena med moškimi, a se pojavlja tudi pri ženskah. Strokovnjaki menijo, da je delež ženskih pedofilk podcenjen. Ni poznanega zdravila za pedofilijo, na voljo pa so določene terapije, ki lahko zmanjšajo pojavnost spolnih zlorab otrok. Natančni vzroki pedofilije niso poznani. Nekatere študije pedofilije so motnjo povezale z raznolikimi nevrološkimi abnormalnostmi in psihološkimi patologijami.

## Definicije
Beseda pedofilija izvira iz grškega jezika, παῖς, παιδός (paîs, paidós) pomeni »otrok« in φιλία (philía), »prijateljska ljubezen« ali »prijateljstvo«. Izraz pedofilija se uporablja za posameznike, katerih primarni oziroma izključni seksualni interesi so usmerjeni v predpubertetne otroke, stare največ 13 let. Infantofilija je podtip pedofilije, ki je definirana kot posameznikova spolna privlačnost do otrok, mlajših od 5 let (predvsem dojenčkov in malčkov). Sopomenka infantofilije je tudi nepiofilija (grško νήπιος (népios) pomeni »dojenček« ali »otrok«), sam izraz pa se le poredko uporablja v akademskih virih. Hebefilija označuje parafilijo, pri kateri posameznike spolno privlačijo otroci, stari od 11 do 14 let. DSM-5 hebefilije ne navaja v svojih diagnostičnih standardih, medtem ko podatki kažejo, da hebefilije ni smotrno enačiti s pedofilijo. Nekateri psihiatri so poleg hebefilije predlagali tudi druge kategorije, ki jih je smiselno ločevati od tipične pedofilije; mednje spadajo pedohebefilija (kombinacija pedofilije in hebefilije) in efebofilija (posameznika spolno privlačijo pubertetni ali popubertetni mladostniki, navadno stari od 15 do 19 let). Efebofilija naj ne bi bila patološka.

## Znaki in simptomi

### Razvoj
Pedofilija se pojavi pred puberteto oziroma med njo in je stabilna. Ni stanje, ki bi si ga posameznik izbral, temveč ga oboleli (navadno sam) odkrije. Zaradi tega so pedofiijo opisali kot motnjo seksualne preference, ki nekoliko spominja na heteroseksualno in homoseksualno usmerjenost (a se je nikakor ne sme enačiti s spolno usmerjenostjo). Ker pedofilične aktivnosti povzročajo škodo in pedofilom pred škodovanjem otrokom lahko pomagajo psihiatri, je stanje duševna motnja.

### Osebnostne značilnosti
Študije pedofilije pri povzročiteljih spolnih zlorab otrok kažejo, da se pedofilija pogosto pojavlja z drugimi psihopatologijami, kot so denimo nizka samopodoba, depresija, tesnobnost in osebnostne težave. Ni popolnoma jasno, ali so opisana stanja značilnosti motnje same, zgolj artefakti pristranskega vzorčenja ali posledice posameznikov, ki so bili označeni za spolne prestopnike. Seto (2004) je poudaril, da so pedofili, ki so del raziskav, v kliničnem okolju verjetno zaradi tesnobnosti zaradi lastne abnormalne spolne privlačnosti ali pritiska bližnjih. Posledično so na tak način bolj verjetni razni psihološki problemi. Nadalje so preučevani pedofili iz kaznilnic zločinci, ki pogosto izražajo antisocialne karakteristike.
V eni izmed študij so imeli pedofili v primerjavi z zdravimi kontrolnimi osebami več psihopatskih in kognitivnih težav. Raziskovalci so temu pripisali krivdo za nezmožnost pedofilov pri zaviranju njihovega kriminalnega vedenja. Raziskave iz let 2009 in 2012 so pokazale, da so imeli posiljevalci otrok, ki jim niso diagnosticirali pedofilije, psihopatije, pedofili pa ne. Wilson in Cox (1983) sta raziskovala skupino pedofilov. Najpomembnejša razlika med pedofili in kontrolno skupino je bila dobro razpoznavna introvertiranost, saj so pedofili izkazovali intenzivnejšo sramežljivost, občutljivost in depresijo. Pedofili so hkrati bili bolj nevrotični in psihotični. Avtorja sta med drugim razmišljala, da se pedofili morda zbližajo z otroki zaradi svoje introvertiranosti, saj mogoče dojemajo otroško družbo kot manj grozečo. Obstaja verjetnost, da je introvertiranost pedofilov posledica njihovega zavedanja o družbenem neodobravanju spolne privlačnosti do otrok in sovražnosti do pedofilov. V neklinični anketi je 46 % pedofilov navedlo, da so že razmišljali o samomoru zaradi svoje spolne privlačnosti do otrok, 32 % jih je samomor načrtovalo in 13 % ga je že poskušalo izvesti.

### Otroška pornografija
Posluževanje otroške pornografije je zanesljivejši pokazatelj pedofilije kot nadlegovanje otrok (četudi nekateri nepedofili prav tako gledajo otroško pornografijo). Otroška pornografija se lahko uporablja na različne načine; vse od zasebne uporabe do trgovanja z drugimi zbiratelji in pripravljanja otrok na spolno zlorabo.
Pedofilični gledalci otroške pornografije pogosto obsesivno zbirajo, organizirajo, kategorizirajo in označujejo takšne posnetke (po kriterijih, kot so denimo starost, spol, spolni položaji in fantazije). Agent FBI Ken Lanning je dejal, da »zbiranje« pornografije ne pomeni nujno njenega pogostega gledanja. Lanning pravi tudi, da je zbirka otroške pornografije dober pokazatelj dejanj, ki jih pedofil želi izvesti (ni pa nujno, da jih je že prakticiral). Raziskovalca Taylor in Quayle navajata, da so pedofilni zbiralci otroške pornografije pogosto člani raznih anonimnih spletnih skupnosti, s pomočjo katerih povečujejo svoje zbirke.

## Vzroki
Četudi točni vzroki pedofilije še niso poznani, raziskovalci že od 2002 poročajo o več izsledkih, ki nakazujejo na povezavo med pedofilijo in strukturo ter delovanjem možganov. Najdena je bila korelacija med pedofilijo in manjšim inteligenčnim količnikom (IQ-jem), slabšimi rezultati na testih spomina, večjo verjetnostjo za dominantno levo roko (levoročnost), upadom šolskega uspeha, manjšo telesno višino, večjo verjetnostjo otroških poškodb glave, ki so vodile v nezavest in večjim številom razlik možganskih struktur, analiziranih z MRI. Študija iz leta 2015 je pokazala, da imajo pedofilni kršitelji normalen IQ.
Tovrstne študije predlagajo, da obstaja vsaj ena nevrološka karakteristika, prisotna že ob rojstvu, ki povzroči ali zviša možnost, da posameznik postane pedofil. Nekatere študije so ugotovile, da naj bi bili pedofili manj kognitivno prizadeti kot nepedofilni nadlegovalci otrok. Dokazi o družinski prenosljivosti pedofilije predlagajo, a ne dokazujejo odgovornosti genetskih vzrokov za razvoj pedofilije. Druga študija, ki se je posluževala slikanja s pomočjo magnetne resonance (MRI), je nakazala, da imajo moški pedofili manjšo prostornino bele možganovine kot osebki iz kontrolne skupine. fMRI kaže, da imajo nadlegovalci otrok, diagnosticirani s pedofilijo, ob opazovanju spolno vzburjajočih slik odraslih manj intenzivno aktivacijo hipotalamusa kot nepedofilni posamezniki. Najdbe predlagajo, da prihaja do disfunkcije na kognitivni stopnji procesiranja spolne vzburjenosti.
Blanchard, Cantor in Robichaud (2006) so se posvetili hormonalnim aspektom pedofilov. Zaključili so, da obstaja nekaj dokazov, ki kažejo, da imajo pedofili manj testosterona kot posamezniki kontrolne skupine, a so raziskave slabe kakovosti in je sklepanje težavno. Četudi teh ne moremo označiti kot vzroke pedofilije, so zloraba otrok s strani odraslih in določene psihiatrične bolezni (kot sta osebnostna motnja in zloraba substanc) pomembni faktorji tveganja, ki pripomorejo k početju v skladu z nagoni pedofilije. Študija, ki je preučevala seksualne fantazije 200 heteroseksualnih moških, je pokazala, da imajo moški z večjimi ravnmi parafiličnih interesov (vključujoč pedofilijo) večje število starejših bratov in so verjetneje levoročni. Predlagano je bilo, da ima vlogo v razvoju deviantnih privlačnosti nepravilna hemisferna lateralizacija možganov.

## Diagnoza

### DSM in ICD-11
Diagnostični in statistični priročnik duševnih motenj pete izdaje pedofiliji posveča več diagnostičnih značilnosti kot poprejšnje verzije. V DSM-5 je zapisano: "Diagnostični kriteriji za pedofilično motnjo se nanašajo tako na posameznike, ki so seznanjeni s svojo parafilijo, kot tudi osebke, ki zanikajo kakršno koli spolno privlačnost do predpubertetnih otrok (običajno starih 13 let ali mlajših), četudi objektivni dokazi kažejo nasprotno." Med kriterije za diagnosticiranje pedofilije spada prisotnost spolno vzburjajočih fantazij, vedenj ali nagonov, ki vključujejo seksualne aktivnosti, povezane s predpubertetnimi otroki, pri čemer morajo bodisi trajati vsaj šest mesecev ali več bodisi je posameznik zaradi svoje parafilije tesnoben ali je že ravnal v skladu s pedofilskimi nagoni. Merilo za diagnozo pedofila je tudi starost vsaj 16 let, medtem ko morajo biti otroci, ki so del spolnih fantazij, vsaj pet let mlajši od pedofila. Diagnozo se dalje razločuje glede na spol otrok, ki privlačijo posameznika, ter morebitno omejenost impulzov in dejanj na incest.
ICD-10 pedofilijo definira kot "seksualno preferenco za otroke, dečke ali dekleta ali oboje, ki so navadno v predpubertetnem oziroma zgodnjem pubertetnem obdobju." Kot DSM tudi ICD-10 zahteva, da je preučevani star vsaj 16 let ali več. Posameznik mora imeti tudi vztrajno ali prevladujočo privlačnost do predpubertetnih otrok, ki so od njega mlajši vsaj pet let. ICD-11 pedofilično motnjo opredeljuje kot "trajen, usmerjen in izrazit vzorec spolnega vzburjenja—ki se kaže z vztrajnimi seksualnimi mislimi, fantazijami in nagoni—vključujoč predpubertetne otroke." Zapisano je tudi, da je za diagnozo pedofilične motnje nujno, da je "posameznik ravnal v skladu s tem mislimi, fantazijami ali nagoni oziroma ga ti spravljajo v stisko." Diagnoza ne vključuje spolnih vedenj, ki se dogajajo med predpubertetnimi ali starejšimi otroki in njihovimi vrstniki.
Izraz pravi pedofili se uporablja za pedofile, ki jih spolno privlačijo izključno predpubertetni otroci. Ti ljudje ne kažejo erotičnega zanimanja za odrasle in se spolno vzburijo zgolj ob predpubertnih otrocih (ali razmišljanju o njih). Nekateri otroški nadlegovalci niso izključni pedofili, saj jih spolno privlačijo tako otroci kot tudi odrasli. Mogoče je, da obstaja seksualna preferenca za eno izmed dveh skupin. Če dajejo ti ljudje prednost privlačnosti do otrok, se jih dojema kot pedofile.
Niti DSM niti ICD-11 kot nujni diagnostični kriterij ne zahtevata dejanske spolne aktivnost pedofila s predpubertetnimi otroki. Diagnozo je tako mogoče postaviti že po prisotnosti fantazij ali spolnih nagonov, četudi ti niso bili nikoli uresničeni. Pozitivno diagnozo se hkrati pripiše posamezniku, ki je že ravnal v skladu s tovrstnimi spolnimi privlačnostmi, a kot posledica abnormalnih fantazij in nagonov ne čuti nobene tesnobe. Odgovor na spolne težnje ni omejen zgolj na sam spolni akt, ampak so dovolj že določena voajeristična ali froteristična vedenja ter masturbacija ob gledanju otroške pornografije. Pri postavljanju diagnoze je treba biti previden, kadar je preučevani v poznem mladostništvu, ker takrat starostna razlika ni tolikšna.

## Obravnava in zdravljenje

### Splošno
Ni dokazov, da je pedofilijo mogoče pozdraviti. Večina obstoječih terapij se osredotoča na pomoč pedofilu, da se ta lahko vzdrži ravnanja v skladu z njegovo parafiljo. Nekatere terapije so sicer namenjene zdravljenju pedofilije, a ni poznanih študij, ki bi kazale, da so uspešne na daljši rok. Seksolog Michael Seto meni, da so poskusi zdravljenja pedofilije v odraslosti obsojeni na propad, kajti na razvoj stanja vplivajo predvsem prenatalni faktorji. Četudi je pedofilijo težko spreminjati, je mogoča pomoč pedofilom, ki tako lažje nadzirajo svoje vedenje. Prihodnje raziskave bodo morda uspele razviti metode preprečevanja.
Obstaja nekaj omejitev, ki onemogočajo popolno presojo učinkovitosti terapij. Večina metod namreč kategorizira udeležence po vedenju in ne starosti spolne privlačnosti. Mnogi raziskovalci terapije in kontrolne skupine ne izbirajo naključno. Kršitelji, ki terapijo zavrnejo oziroma prehitro zaključijo, bodo z večjo verjetnostjo spet kršili. Njihova izključitev iz zdravljene skupine in neizključitev posameznikov kontrolne skupine, ki so zavrnili ali prenehali sodelovati kot kontrole, lahko vodi v pristranskost.

### Kognitivna vedenjska terapija
Kognitivna vedenjska terapija (CBT) je usmerjena v zmanjševanje pogleda, prepričanj in vedenj, ki lahko potencialno zvečajo verjetnost spolnih zlorab otrok. Vsebina terapije se razlikuje od enega terapevta do drugega, tipični progam pa vključuje vadbo samonadzora, socialnih kompetenc in empatije. S pomočjo kognitivnega restrukturiranja terapija poskuša spremeniti poglede posameznika na spolni odnos z otroki. Pogosta oblika CBT bolnika uči prepoznavo in odgovor na potencialno tvegane situacije, pri čemer uporablja principe, ki so v uporabi za zdravljenje odvisnosti. Dokazi za kognitivno vedenjsko terapijo so mešani. Pregled iz leta 2012 je ugotovil, da CBT nima vpliva na tveganje ponovnega kršenja s strani določenih spolnih nadlegovalcev. Metaanalizi iz 2002 in 2005 sta pokazali, da CBT zmanjšuje recidivizem.

### Behavioristična obravnava
Behavioristična obravnava pedofilov se osredotoča predvsem na spolno privlačnost do otrok, pri čemer se za zatiranje spolnega vzburjenja ob otrocih uporabljajo razne tehnike, ki so namenjene povečanju spolnega vzburjenja ob odraslih. Vedenjske terapije naj bi imele učinek na vzorce spolnega vzburjenja, četudi ni jasno, ali so učinki omejeni zgolj na zmožnost nadziranja genitalnega vzburjenja med testiranjem, ali so dolgoročnejši.

### Zmanjšanje spolnega nagona
Za umirjanje spolnega nagona, ki vodi v lažje nadziranje določenih pedofiličnih občutkov, se uporabljajo farmakološke metode, ki pa ne morejo spremeniti spolne usmerjenosti. Antiandrogeni vplivajo na aktivnost testosterona. Ciproteron acetat (Androcur) in medroksiprogesteron acetat (Depo-Provera) sta pogosti sredstvi. Učinkovitost antiandrogenov ima nekaj podpore, a je na voljo le peščica študij visoke kvalitete. Na zmanjšanje spolnega nagona naj bi imel največji vpliv ciproteron acetat, medtem ko so ugotovitve glede medroksiprogesterona acetata mešane.
Analogi gonadoliberina (gonadotropin sproščajočega hormona), kot je denimo levprorelin (Lupron), imajo dolgotrajne učinke in malo neželenih učinkov ter se uporabljajo za zmanjšanje libida in kot selektivni zaviralci ponovnega privzema serotonina (SSRI). Dokazi za te alternative so skopi. Omenjena farmakološka sredstva, ki jim pogosto pravimo kemična kastracija, se pogosto uporabljajo skupaj s kognitivno vedenjsko terapijo. Med stranske učinke zdravil spadajo pridobivanje teže, razvoj prs, poškodbe jeter in osteoporoza.
V preteklosti se je za zmanjšanje spolnega nagona uporabljala kirurška kastracija, s katero se je znižala raven testosterona. Moderne farmakološke metode so tovrstno kastracijo izpodrinile, ker so podobno učinkovite in precej manj invazivne. Ponekod se kirurška kastracija prakticira še danes (denimo v Nemčiji, na Češkem, Švici in nekaterih zveznih državah ZDA).

## Epidemiologija

### Pedofilija in spolno nadlegovanje otrok
Razširjenost pedofilije v populaciji ni znana, njena ocena se giblje nekje pod 5% pri odraslih moških. Manj je znano o prevalenci pedofilije med ženskami, obstajajo pa poročila o ženskah z močnimi seksualnimi fantazijami in nagoni, usmerjenimi proti otrokom. Večina nadlegovalcev otrok je moškega spola. Ženske navadno zajemajo od 0,4% do 4% vseh obsojenih spolnih nadlegovalcev. Ena izmed študij ocenjuje, da je razmerje med moškimi in ženskimi nadlegovalci otrok 10 proti 1. Pravo število ženskih nadlegovalk otrok je morda podcenjeno, kajti družba je manj sovražno nastrojena proti odnosom med dečki in odraslimi ženskami.
Termin pedofil družba uporablja za vse spolne nadlegovalce otrok. Takšno uporabo raziskovalci dojemajo kot problematično, kajti mnogi nadlegovalci otrok ne čutijo (močne) spolne privlačnosti do predpubertetnih otrok in pogosto niso pedofili. Obstajajo motivi za otroško spolno zlorabo, ki se ne tičejo pedofilije, kot so denimo stres, zakonski problemi, nerazpoložljivost odraslega partnerja, antisocialne tendence, visok libido ali zloraba alkoholnih pijač. Ker spolna zloraba otroka ni nujno pokazatelj pedofila, se lahko kršitelje deli na dve kategorije: pedofilne in nepedofilne (ali tako imenovane preferenčne in situacijske). Ocene deleža pedofilov med nadlegovalci otrok se gibljejo med 25 in 50%. Raziskava iz leta 2006 je v vzorcu nadlegovalcev otrok diagnosticirala 35% pedofilov. Pedofilija je redkejša med kršitelji incesta, predvsem očeti in krušnimi očeti. Po podatkih ameriške študije 2429 moških spolnih nadlegovalcev, kategoriziranih kot pedofili, se jih je le 7% identificiralo kot izključne (ekskluzivne) pedofile. Posledično je moč sklepati, da mnogo oziroma večina otroških spolnih nadlegovalcev spada v neekskluzivno kategorijo.
Nekateri pedofili ne nadlegujejo otrok. Le malo je znanega o teh predstavnikih populacije, kajti večji delež študij pedofilije preučuje kriminalne ali klinične vzorce, ki niso nujno reprezentativni vzorec vseh pedofilov. Raziskovalec Michael Seto meni, da je vzrok zagrešitve otroške spolne zlorabe s strani pedofila navadno posledica njegovih antisocialnih značilnosti in spolne privlačnosti. Dodaja, da pedofili, ki so občutljivi na občutja drugih, se izogibajo tveganjem in so abstinenti (ne uživajo mamil ali alkohola) ipd., manj verjetno zlorabijo otroke. Študija iz leta 2015 je pokazala, da obstajajo nevrološke razlike med pedofili, ki nadlegujejo otroke, in neškodljivimi pedofili. Pedofili nadlegovalci so imeli nevrološke napake na inhibitornih (zaviralnih) področjih možganov, medtem ko tega niso zabeležili pri neškodljivih pedofilih.
Abel, Mittleman in Becker (1985) ter Ward in sodelavci (1995) navajajo, da obstaja precej razlik med karakteristikami pedofilnih in nepedofilnih nadlegovalcev. Pravijo, da nepedofilni nadlegovalci najpogosteje kršijo v obdobjih stresa, začnejo nadlegovati kasneje in imajo manj (pogosto družinske) žrtev. Po drugi strani naj bi pedofilni nadlegovalci z zlorabami začeli zgodaj ter nadlegujejo večje število žrtev, s katerimi največkrat niso v sorodstvu. Ena izmed študij ugotavlja, da imajo pedofilni nadlegovalci mediano 1,3 žrtev pri nadlegovalcih deklic in 4,4 pri nadlegovalcih dečkov. Nadlegovalci otrok, tako pedofilni kot tudi nepedofilni, za privabljanje otrok uporabljajo najrazličnejše tehnike. Nekateri žrtve vabijo s pozornostjo in darili, drugi uporabljajo posladke, alkohol ali mamila, tretji se žrtev lotijo fizično.

### Na Slovenskem

#### Javno mnenje
Slovenci predstavljajo tipično populacijo, v kateri je pedofilija močno stigmatizirana in pogosto slabo razumljena. V anketi slovenske javnosti, ki jo je študentka izvedla v okviru svoje magistrske naloge, je ugotovila, da je anketirane Slovence bolj strah pedofilov (41% anketiranih) kot alkoholikov (31%). Sicer so vprašani v večjem deležu zatrdili, da alkoholik predstavlja resnejšo nevarnost za odraslega kot pedofil (67 % vprašanih se je strinjalo s to postavko). Anketirani bi usmiljenje raje izkazali do alkoholikov kot pa pedofilov, četudi se javnost zaveda, da je alkoholizem lažje nadzorovati kot pedofilične vzgibe. Jeze in socialne odtujenosti naj bi bili po rezultatih ankete deležni obe stigmatizirani skupini. Na vprašanje, ali bi sprejeli pedofila v svojo sosesko, je večji delež vprašanih odgovoril zavrnilno. Deležu anketiranih (10 %) bi ustrezalo, da bi bili pedofili mrtvi.

#### Pregled
V slovenskih medijih se pedofilija pojavlja občasno, pri čemer je razmeroma redko obravnavana pedofilija na Slovenskem, večji delež poročil pa razlaga tuje primere. Precej prijav kaznivih dejanj pedofilične narave slovenska policija prejme zaradi otroške pornografije (bodisi videoposnetkov bodisi fotografij). Večinoma gre za kaznive primere posedovanja otroške pornografije, medtem ko so storilci same otroške zlorabe tujci in do izdelovanja kaznivega materiala pride zunaj Slovenije. Policiji starši velikokrat prijavijo dogodke, kjer sumijo na pedofilijo, ko neznanec nezakonito fotografira njihove otroke. Znanih je nekaj primerov, kjer so osumljenci otroke do izvedbe spolnih dejanj (slačenja, samozadovoljevanja ipd.) preko spletne kamere pripravili s pomočjo udejstvovanja na socialnih omrežjih. Tako pripravljeno gradivo je bilo nato posredovano naprej. Tudi med Slovenci se pojavljajo pedofili, ki posedujejo ogromne zbirke otroške pornografije.
Občasno pride do medijske obravnave kakšnega slovenskega pedofila, ki je šel korak dlje in svojo mladoletno žrtev zalezoval tudi v živo. Med tipične in razmeroma pogoste primere spadajo moški srednjih let, ki poskušajo priti v stik z otroki, kadar ti prihajajo ali odhajajo iz šole in so najbolj ranljivi. Mnogokrat jih želijo na razne načine spraviti v avtomobil (največkrat kombi, ki je stereotipično bel) in odpeljati. Večkrat so se v slovenskih medijih pojavile zgodbe o primerih, kjer so odgovorni (recimo trenerji, vzgojitelji, psihologi in učitelji) mladoletne otroke otipavali. Tudi na Slovenskem je znanih nekaj primerov, kjer so storilci zagrešili hujšo spolno zlorabo otroka (vključujoč razne spolne akte). Kot drugod je tudi pri slovenskih primerih otroških zlorab občasno težavno določiti, ali je storilec res pedofil ali mu diagnoze pedofilije ni moč postaviti in gre zgolj za posiljevalca brez preferenčne privlačnosti do otrok.
Obširno medijsko prepoznavnost ima pedofilija med slovensko duhovščino, ki ji javnost mnogokrat očita pretirano popustljivost do slovenskih duhovnikov, obtoženih spolnih zlorab. Javnosti je znanih nekaj primerov, ki se vlečejo že več let. Slovenska škofovska konferenca je kot odgovor na vedno večje pritiske javnosti ustanovila ekspertno skupino za obravnavo spolnih zlorab med duhovniki in pomoč žrtvam, četudi naj bi bili ukrepi po mnenju nekaterih preblagi in prepočasni. Tako civilna iniciativa Dovolj.je že dalj časa zahteva razpustitev ekspertne skupine.

## Zgodovina
Pedofilija naj bi se med ljudmi pojavljala že od nekdaj, vendar so jo prvič poimenovali, definirali in raziskali šele v poznem 19. stoletju. Termin paedophilia erotica je dunajski psihiater Richard von Krafft-Ebing prvič uporabil v članku leta 1886. V svoje književno delo Psychopathia Sexualis ga je vnesel šele, ko je bila izdana 10. različica nemške verzije. V Psychopathia Sexualis se je izraz pojavil v sekciji, naslovljeni z naslovom "Posilstvo posameznikov, mlajših od štirinajst let", ki se je posvečala forenzični psihiatriji in spolnim nadlegovalcem otrok. Krafft-Ebing je opisal več tipologij nadlegovalcev in jih razdelil na takšne s psihopatološkim izvorom in takšne z nepsihopatološkim izvorom. Psihiater je hkrati postavil več hipotez o faktorjih, ki bi lahko vodili v spolno zlorabo otrok.
Krafft-Ebing je termin paedophilia erotica omenil v tipologiji "psiho-seksualne perverzije." Napisal je, da se je s pedofilijo srečal le štirikrat v svoji karieri. Obenem je podal kratke opise vsakega primera ter navedel tri osnovne lastnosti:
1. Posameznik ima hibo [kot posledica dednosti] (hereditär belastete).[128]
2. Posameznika privlačijo otroci in ne odrasli.
3. Početja, ki jih izvaja posameznik, so redko sam spolni odnos, ampak velikokrat predstavljajo otipavanje in manipulacijo otroka, da ta upošteva pedofilova navodila.

Krafft-Ebing omenja več primerov pedofilije med odraslimi ženskami (ki jih je zagotovil drug zdravnik), medtem ko za spolno zlorabo dečkov s strani homoseksualnih moških pravi, da je izjemno redka. V svojem delu navaja tako imenovano psevdopedofilijo, kot povezano stanje, pri katerem gre za "posameznike, ki so zaradi samozadovoljevanja izgubili libido do odraslih in so se posledično za potešitev spolnega apetita preusmerili k otrokom."
Avstrijski nevrolog Sigmund Freud je pedofilijo na kratko omenil v knjigi Tri razprave o teoriji seksualnosti (1905). S temo se je ukvarjal v sekciji, naslovljeni Spolno nezreli in živali kot spolni objekti. Zapisal je, da naj bi bila izključna (ekskluzivna) pedofilija redka in le priložnostno so predpubertetni otroci ekskluzivni objekti. Zatrdil je tudi, da so bili predpubertetni otroci želen subjekt, kadar si jih je kot nadomestek poželel šibak človek oziroma je posameznik iskal takojšnjo zadovoljitev in ni mogel najti primernejšega objekta.
1908 je švicarski nevroanatom in psihiater Auguste Forel pisal o fenomenu in predlagal, da bi ga imenovali "Pederosis", "Seksualni apetit za otroke". Podobno kot Krafft-Ebing je tudi Forel razlikoval med spolnimi zlorabami otrok, ki so jih povzročili dementni ljudje in takšni z raznimi možganskimi okvarami, ter izključnimi pedofilnimi početji. Za razliko od Krafft-Ebinga je menil, da je stanje izključnih pedofilov zakoreninjeno in nespremenljivo.
Termin pedofilija je družba sprejela v zgodnjem 20. stoletju, ko se je pojavil tudi v številnih medicinskih slovarjih. Leta 1952 so izraz pedofilija vključili v prvo izdajo Diagnostičnega in statističnega priročnika duševnih motenj. Tretja izdaja, DSM-III, izdana leta 1980, je imela tudi obširen opis pedofilije in napotke za njeno diagnosticiranje.

## Zakoni in forenzična psihologija

### Definicije
Pedofilija ni legalen izraz, in občutje spolne privlačnosti do otrok ni ilegalno.  V pravu se termin pedofil občasna uporablja za sklicevanje na osebo, ki zagreši enega ali več zločinov spolne narave, pri čemer so žrtve nepolnoletne. Ti zločini lahko vključujejo otroško spolno zlorabo, posilstvo, kršitve v zvezi z otroško pornografijo, zalezovanje in druge. Nekatera forenzična besedila izraz uporabljajo za sklicevanje na nadlegovalce, katerih tarče so otroci, četudi tovrstni otroci niso nujno primarni spolni interes kršitelja. Agent FBI, Kenneth Lanning, sicer omenja razlikovanje med pravimi pedofili in nadlegovalci otrok.

## Družba in kultura

### Splošno
Pedofilija velja za eno izmed najbolj stigmatiziranih duševnih motenj. Ena izmed študij poroča o visokih ravneh jeze, strahu in nesprejemanja pedofilov, četudi ti niso zagrešili zločina. Avtorji menijo, da tovrstna negativna nastrojenost otežuje preprečevanje otroških spolnih zlorab, kajti pedofili zaradi tega manj verjetneje poiščejo strokovno pomoč. Po mnenju sociologinj Melanie-Angela Neuilly in Kristen Zgoba se je pedofilija v družbi začela intenzivneje pojavljati leta 1990, ko je bilo storjenih več medijsko prepoznavnih spolnih zločinov. Raziskovalki sta ugotovili, da se je beseda pedofilija v The New York Times in Le Monde pojavljala le redko pred letom 1996, leta 1991 pa v omenjenih časopisih sploh ni bila uporabljena.
Družbeno mnenje je glede otroških spolnih zlorab zelo negativno. Nekatere ankete otroške spolne zlorabe vrednotijo kot moralno slabše od umora. Zgodnje raziskave kažejo, da je v družbi veliko nerazumevanja in napačnih predstav o otroških spolnih zlorabah in pedofilih.

### Napačna uporaba medicinske terminologije
Besedi pedofilija in pedofil se pogosto uporabljata za opisovanje spolne privlačnosti odraslega do pubertetnih ali popubertetnih najstnikov. Termina hebefilija in efebofilija bolje opišeta takšne primere. Druga pogosta napaka je uporaba besede pedofilija za sklicevanje na spolne zlorabe same. Obstajajo poročila o napačni rabi besede pedofilija za označitev odnosa dveh oseb, kjer je mlajša oseba odrasla (polnoletna), a ljudje menijo, da med njo in starejšim partnerjem vlada prevelika starostna razlika.